# Ophidion barbatum
Il galletto (Ophidion barbatum Linnaeus, 1758) è un pesce osseo marino della famiglia Ophidiidae.

## Distribuzione e habitat
Si trova nel mar Mediterraneo, soprattutto occidentale, e nell'Oceano Atlantico orientale tra il Senegal e le  Isole Scilly e la Cornovaglia. Nei mari italiani è comune.

Vive su fondi sabbiosi e fangosi fino a più di 100 m di profondità. In estate si trova in acque molto basse.

## Descrizione
Questo pesce è allungato e compresso lateralmente. Le pinne dorsale ed anale sono basse e continue con la pinna caudale indistinta. La pinna anale è più breve della dorsale, inizia a circa metà del corpo. Ogni pinna ventrale è ridotta a due raggi, di lunghezza diversa, queste pinne sono inserite sotto il mento del pesce, tanto da sembrare barbigli. La mascella superiore è più lunga dell'inferiore. La bocca arriva, ma non supera, al margine posteriore dell'occhio. Sotto la pelle del muso c'è una spina (spina rostrale o spina mesetmoidea) che si può sentire al tatto. 

La colorazione è beige-rosata ed ha riflessi argentati. La pinna impari è chiara, talvolta rosa chiaro con bordo nero. L'iride dell'occhio è argentata.

Raggiunge, eccezionalmente, i 30 cm.

## Biologia
È un pesce notturno, passa le giornate sepolto nella sabbia, in cui si rifugia anche quando viene disturbato. Si infossa iniziando dalla coda. Nuota con movimenti ondulatori del corpo come un anguilliforme.

### Alimentazione
Si ciba di invertebrati bentonici.

### Riproduzione
Avviene in estate ed autunno, le uova sono pelagiche.

## Pesca
Si cattura con pesca a strascico, con i palamiti o, di notte, con le lenze o le bilance.

Le carni sono molli, non molto apprezzate, vengono smerciate tra la minutaglia per zuppe o per la frittura di paranza.

## Specie affini

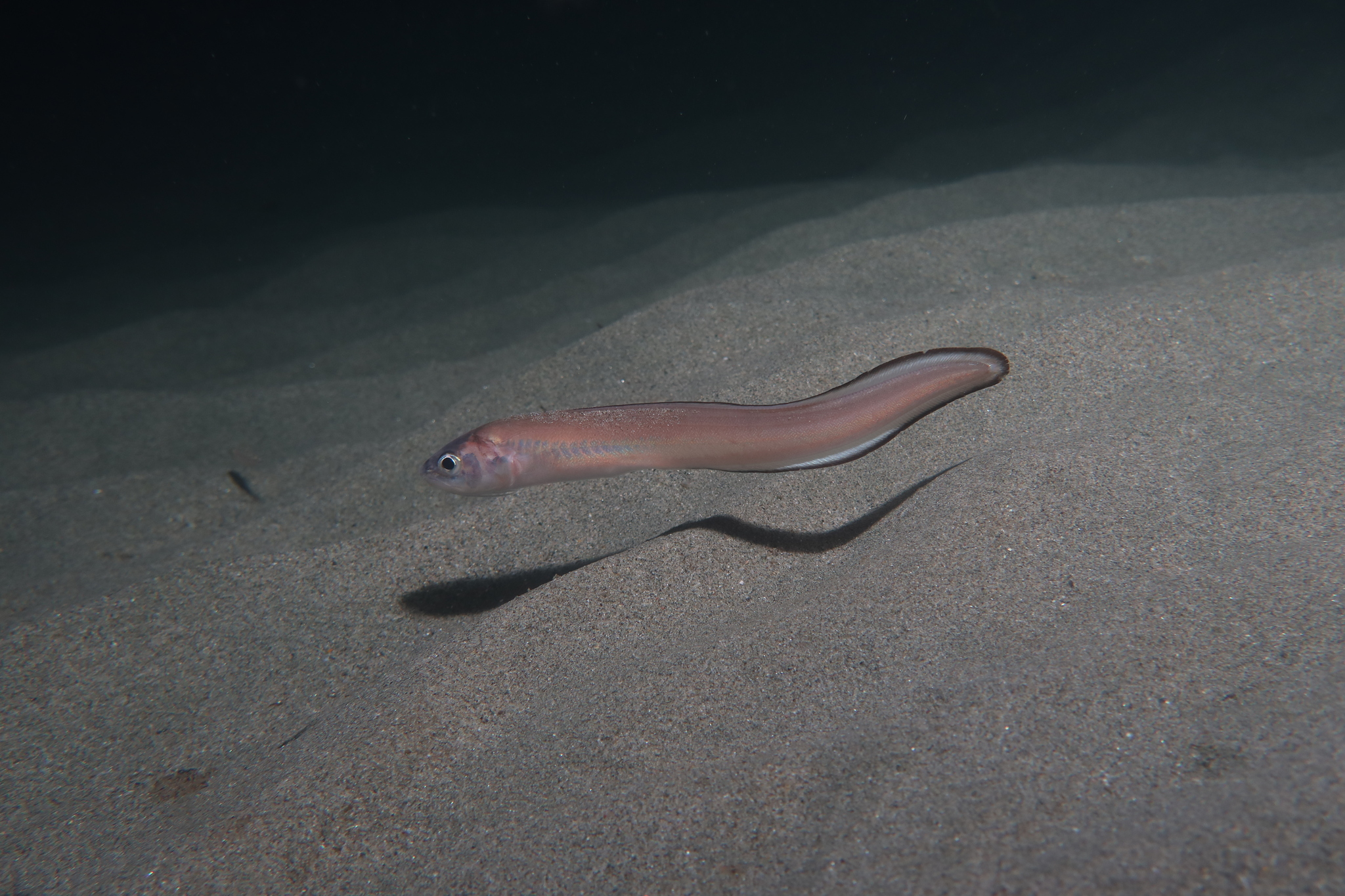
O. rochei

Il galletto pinnegialle (Ophidion rochei (Müller, 1845)) è molto simile al galletto, da cui è piuttosto difficile da determinare con certezza. La spina rostrale è più breve e non si può avvertire al tatto toccando la parte anteriore del muso. La colorazione è più giallastra e le pinne sono gialle, spesso senza bordo scuro. Avendo la possibilità di sezionare un esemplare si può osservare che la vescica natatoria  è molto diversa che dall'O. barbatum ed è anche conformata diversamente nei due sessi. Vive nel mar Mediterraneo ed anche nel mar Nero, nell'Atlantico è molto più localizzato. Sembra che la notte frequenti anche ambienti scogliosi, mentre il galletto si trova solo su fondi sabbiosi e fangosi.